# Rzeczpospolita Zakopiańska

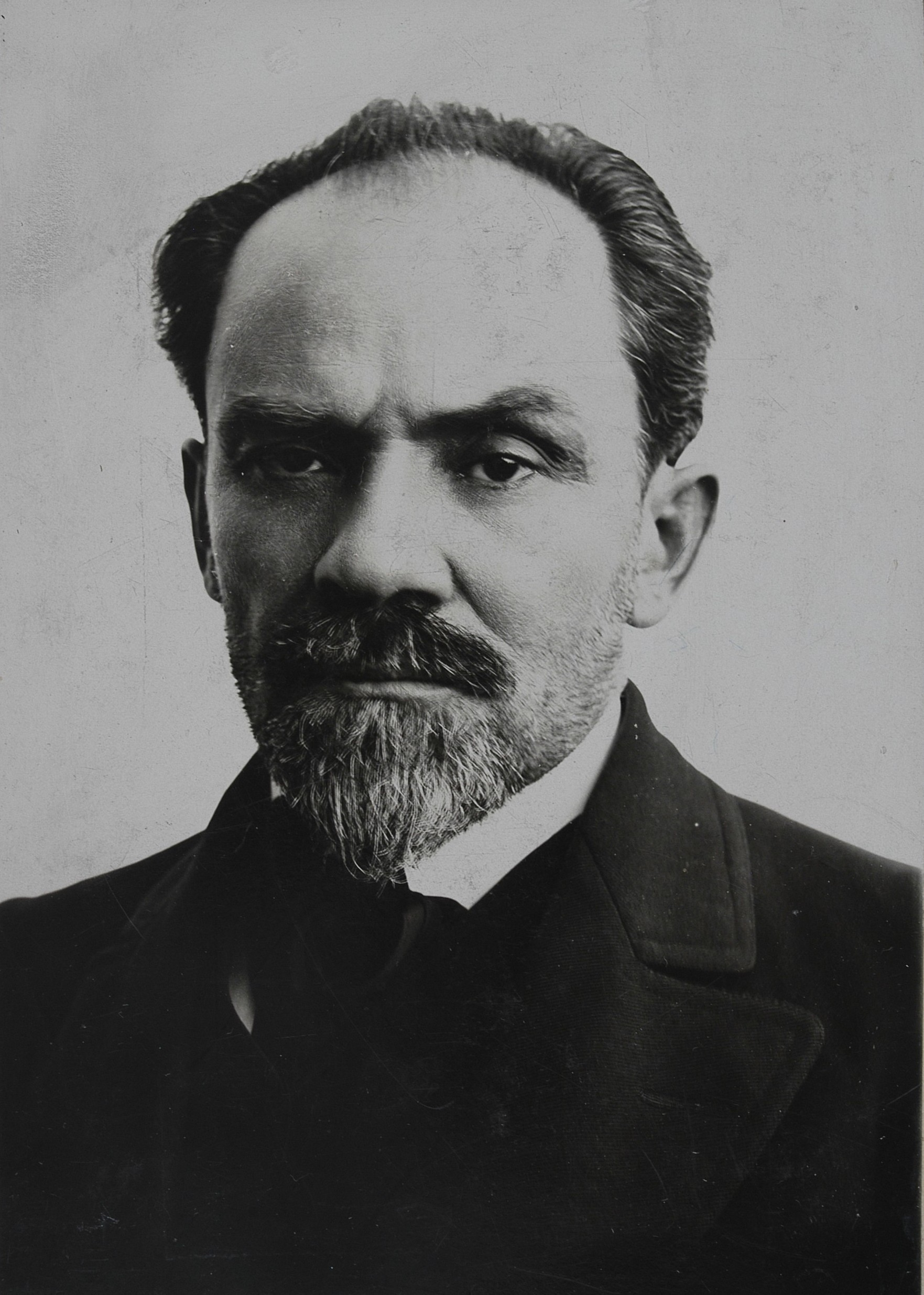
Stefan Żeromski

Rzeczpospolita Zakopiańska – przejściowy twór państwowy istniejący od końca października do 16 listopada 1918, na terenie Zakopanego i okolic.

## Historia
W obliczu zbliżającej się klęski państw centralnych w I wojnie światowej Polacy na ziemiach kontrolowanych przez Niemcy i Austro-Węgry czekali na dogodne okoliczności do przejęcia władzy. 7 października 1918 Rada Regencyjna w Warszawie proklamowała utworzenie niepodległego państwa polskiego. Jednak to Zakopane okazało się pierwszym miejscem na ziemiach polskich, gdzie ludność zdecydowała się otwarcie wypowiedzieć posłuszeństwo władzom zaborczym.
13 października 1918 odbyło się zgromadzenie obywatelskie pod pomnikiem Grunwaldzkim w Zakopanem, zwołane przez naczelnika gminy Zakopane Wincentego Regiecia. Pięciuset uczestników wybrało na przewodniczącego wiecu pisarza Stefana Żeromskiego, a na wiceprzewodniczących działacza społecznego hrabiego Władysława Zamoyskiego, reprezentanta endecji Wincentego Szymborskiego i polityka lewicy Mariusza Zaruskiego.
Przedstawiono rezolucję o następującej treści:

Wobec przyjęcia zasad pokojowych prezydenta Stanów Zjednoczonych Wilsona przez państwa rozbiorowe, uważamy się odtąd za obywateli wolnej, niepodległej i zjednoczonej Polski. Tej Polsce winniśmy wierność i posłuszeństwo, mienie i krew naszą, nie uznajemy żadnych więzów, tym najświętszym obowiązkom przeciwnych. Przejęci ważnością godziny dziejowej dla wspólnego gorliwego pełnienia obowiązków wobec państwa polskiego postanawiamy stworzyć Organizację Narodową w Zakopanem i w tym celu wybieramy jej zarząd, złożony z 32 osób, polecając mu ułożenie programu i sposobu działalności.

Przewodniczącym tej reprezentacji został Stefan Żeromski, sekretarzem Medard Kozłowski. Dwa dni później polscy posłowie do parlamentu austriackiego przyjęli uchwałę, że uważają się za reprezentantów odrodzonej Polski. Administracja rozpadającej się Monarchii Austro-Węgierskiej, pochłonięta własnymi problemami, nie podjęła żadnych działań przeciwko Rzeczypospolitej Zakopiańskiej.
28 października 1918 powstała w Krakowie Polska Komisja Likwidacyjna. Na wieść o tym zakopiańczycy zaczęli przygotowania do zbrojnego przejęcia władzy. 31 października, tego samego dnia, którego Kraków wyzwolił się od władzy zaborczej, polscy legioniści w Zakopanem, nie napotykając zbrojnego oporu, rozbroili Austriaków, przejęli skład broni i stację telefoniczną oraz oddali się do dyspozycji Organizacji Narodowej. 1 listopada zarząd Organizacji Narodowej przekształcił się w Radę Narodową – organ kierowniczy suwerennej Rzeczypospolitej Zakopiańskiej. Rada złożyła przyrzeczenie wierności Polsce i objęła w jej imieniu władzę w Zakopanem. Przewodniczącym Rady, pełniącym obowiązki prezydenta Rzeczypospolitej Zakopiańskiej, został Stefan Żeromski.
Przedstawiciele Polskiej Partii Socjalistycznej zakwestionowali reprezentatywność Rady Narodowej z uwagi na dominację w niej endecji. W efekcie doszło do porozumienia z PPS-em. Do Rady Narodowej dołączono 17 nowych członków, w sumie Rada liczyła odtąd 57 osób. Kierownictwo Rzeczypospolitej Zakopiańskiej stanowili Stefan Żeromski jako jej prezydent, Mariusz Zaruski, Wincenty Szymborski i przewodniczący Związku Górali Franciszek Pawlica jako zastępcy Żeromskiego, Medard Kozłowski – jako sekretarz.
16 listopada 1918, wobec objęcia zarządu Galicji Zachodniej przez Polską Komisję Likwidacyjną, Rada Narodowa w Zakopanem rozwiązała się i Rzeczpospolita Zakopiańska została wcielona do powstającej II Rzeczypospolitej Polskiej.